# カロリーネ・マティルデ・フォン・シュレースヴィヒ＝ホルシュタイン＝ゾンダーブルク＝アウグステンブルク
カロリーネ・マティルデ・フォン・シュレースヴィヒ＝ホルシュタイン＝ゾンダーブルク＝アウグステンブルク（ドイツ語: Karoline Mathilde von Schleswig-Holstein-Sonderburg-Augustenburg, 1860年1月25日 - 1932年2月20日）は、ドイツ＝デンマーク系のアウグステンブルク公爵家の公女で、同族のグリュックスブルク公フリードリヒ・フェルディナントと結婚した。

## 生涯
アウグステンブルク家家長でシュレースヴィヒ＝ホルシュタイン公を称するフリードリヒ8世とその妻でホーエンローエ＝ランゲンブルク侯エルンスト1世の娘アーデルハイトの間の次女として生まれた。全名はヴィクトリア・フリーデリケ・アウグステ・マリー・カロリーネ・マティルデ（Viktoria Friederike Auguste Marie Karoline Mathilde）。
1885年3月19日にプリムケナウ（現在のポーランド領プシェムクフ）において、グリュックスブルク公爵家家長のフリードリヒ・フェルディナントと結婚した。夫は1931年にアウグステンブルク家の男系が絶えた際、名目上のシュレースヴィヒ＝ホルシュタイン公爵位を継承している。
姉はドイツ皇帝ヴィルヘルム2世の皇后アウグステ・ヴィクトリアである。第1次世界大戦終結に伴うドイツ君主制の廃止と同時に、それまでドイツ皇帝一家の姻戚として重要な地位を占めていたグリュックスブルク公爵一家は、私人としてひっそりと暮らすようになり、グリュンホルツ城とその周囲の地所の外に出ることは少なくなった。
1931年に心臓発作により亡くなった。

## 子女
夫のフリードリヒ・フェルディナントとの間に6人の子女をもうけた。
- ヴィクトリア・アーデルハイト・ヘレーネ・ルイーゼ・マリー・フリーデリケ（1885年 - 1970年） - 1905年、ザクセン＝コーブルク＝ゴータ公カール・エドゥアルトと結婚
- アレクサンドラ・ヴィクトリア・アウグステ・レオポルディーネ・シャルロッテ・アマーリエ・ヴィルヘルミーネ（1887年 - 1957年） - 1908年に従兄のプロイセン王子アウグスト・ヴィルヘルムと結婚（1920年離婚）、1922年にアルノルト・リューマンと再婚（1933年に離婚）
- ヘレーネ・アーデルハイト・ヴィクトリア・マリー（1888年 - 1962年） - 1909年、デンマーク王子ハーラルと結婚
- アーデルハイト・ルイーゼ（1889年 - 1964年） - 1914年、ゾルムス＝バールト侯フリードリヒ3世と結婚
- ヴィルヘルム・フリードリヒ・クリスティアン・ギュンター・アルベルト・アドルフ・ゲオルク（1891年 - 1965年）
- ヴィクトリア・イレーネ・アーデルハイト・アウグステ・アルベルタ・フェオドラ・カロリーネ・マティルデ（1894年 - 1972年） - 1920年、ハンス・ツー・ゾルムス＝バールト伯爵と結婚